# 삼극
삼극(三極)이란 역학(易學)에서 쓰는 용어로, 이 세상의 세가지 법칙에 대한 기술을 말한다.

## 개요
역학(易學)이란 고대 동북아시아에서 발전되어 온 학문으로, 우주론적인 철학이다. 역학은 주역(周易)을 근간으로 하고 있으며, 유교의 우주론을 이해하는 데에 있어 필수적인 학문이다. 점술로 이용하는 사람들이 있긴 하지만, 역사적으로 볼 때 역학은 우주론의 틀로써 이용되어 왔다. 그 우주론을 이루는 요소 중에 하나가 바로 삼극(三極)이다.
삼극이란 세 가지 극이라는 뜻으로, 이 세상의 세 가지 법칙을 통칭해서 부른다. 삼극의 요소로는 태극(太極), 황극(皇極), 무극(無極)이 있다. 태극, 황극, 무극 간의 관계는 동시적이라기보다는 순차적이라고 보는 것이 합당하다. 즉, 초기에는 태극이 이 우주를 지배하며, 점점 태극의 힘이 약해져 가고 황극의 힘이 세어지며, 나중에는 황극의 힘이 약해지고 무극의 힘이 강해진다.
삼극이란  우주의 본질적인 힘이고 신의 힘이 형상화된 창조력이다. 무극, 태극, 황극인데  무극은 우주가 본래 혼돈하고 무질서하여 극이 존재하지 않고
물질과 빛이 섞여있고 아직 분화되지 않은 우주초기를 말한다. 태극은 물질과 빛이 나누이고 정신과 육체가 나누이고 음양이 나누이는 과정이라 그것의
본체, 본성이 양분이라 두개의 극을 갖는 양극이나 이를 음양으로 보아 태극이라 부른다. 황극은 하늘과 땅의 변화를 살피고 인간세상에 그 본래를 담고자 하여 무극과 태극의 원리를 살피고 고찰하여 인간세상살이, 정치에 담아낸 원리로 곧 하늘에 제사지내는 것을 가장 큰 것으로 살펴 황제가 제사를 담당하는 일을 근본으로 하는 것과 같다. 진시황제나 한나라 고조와 후손, 주나라 무왕의 하늘제사 의식등 인류역사의 가장 중요한 출발점을 하늘에 대한 제사로 보았다. 심지어 주나라 무왕이 은나라 마지막왕 주왕에게 물은 잘못중 가장 중요한 것이 하늘에 제사 지내는 것을 하지 않았다. 그래서 반역한다고 말한다.
황극은 하늘에 대한 제사고 신선을 만나고자 하는 진시황제 한나라 초기황제들의 간절한 바람이다. 인간사를 주관하는 근본원리로 곧 3을 의미한다.
1이 3이되고 3이 근본으로 돌아가 1이 되는 원리가 삼극이다. 이것이 일시무시일이고 일종무종일이다. (천부경81자)

## 태극
태극에 관한 설명으로는 복희팔괘도(선천팔괘도)와 하도가 대표적이다. 복희팔괘도란 동양 상고시대의 왕인 복희가 배열했다는 팔괘도로 음양의 이치와 정적 우주라는 내용을 담고있다.
음양의 이치란, 우주의 만물은 모름지기 양의 기운, 즉 발산하였다가 발산을 끝내고 음의 기운, 즉 수렴하며, 수렴이 끝나면 다시 발산한다는 내용을 담고 있다. 예를 들어, 어떤 사람이 운동을 한다면 양의 기운을 내뿜는 것이다. 그리고 운동을 끝내고 쉬기 시작할 것이다. 그것은 음의 기운, 즉 수렴하는 것이며, 휴식이 끝나 기운이 모이면 다시 양의 기운을 내뿜게 된다. 이 음양의 반복을 복희팔괘도는 이야기 하고 있다.
정적 우주란, 이러한 음양의 이치를 반복하면서, 결국 우주는 정적인 상태를 유지하게 된다는 것이다. 비록 그 정적인 상태로부터의 약간의 변동이 있긴 하지만 결국 어떠한 일정한 상태에서 진동할 뿐이다. 예를 들어, 운동하는 사람은 양의 기운을 쓰고 음의 기운을 쓰면서 그 과정을 반복하면서 자신의 건강한 육체를 유지하게 된다.
하도는 숫자로 이루어진 그림인데, 결국 본질적으로는 복희팔괘도와 동일한 내용을 담고 있다. 다만 그것의 표현방법이 복희팔괘도는 괘로 표현하며 하도는 수로 표현할 뿐이다.

## 황극
황극에 대한 설명으로는 문왕팔괘도(후천팔괘도)와 낙서가 대표적이다. 문왕팔괘도란 고대 중국의 왕인 서주 문왕이 배열했다고 전해지는 팔괘도로, 해석하기 쉬운 복희팔괘도와는 달리 팔괘의 배열이 난해하다고 알려져있다. 낙서는 문왕팔괘도와 같은 뜻으로 다만 괘를 수의 형태로 표현한 것에 불과하다고 한다.
문왕팔괘도는 일반적인 해석으로는 팽창의 이치에 대해서 이야기 하고 있다고 한다. 즉, 이 우주가 현대물리학에서 팽창하고 있는 것과 같이 황극 하의 우주에서의 만물은 팽창하고 있다고 한다. 만물의 팽창은 무슨 뜻인가? 우선 우주의 팽창에 대해서 살펴보자. 현대물리학은 이 우주가 팽창하고 있다고 믿으며 그 과정에서 별들 사이의 거리가 멀어진다고 예견한다. 조밀했던 우주는 점점 농도가 옅어지고 점점 우주의 온도는 내려가게 된다. 요컨데 우주는 죽어가는 것이다.
태극에서 이야기했던 운동하는 사람을 다시 한번 이야기 해보자. 운동하는 사람은 그 과정을 반복하면서 건강한 육체를 유지하지만 결국에는 죽음을 피할 수는 없다. 황극 질서 하에서의 모든 만물은 이와 같이 그 본질을 잃어버린 채 사라질 수밖에 없다. 이것이 황극의 질서이다. 여기서 현재 우주와 황극과의 연관성을 짐작할 수 있다. 현재 우주는 황극의 질서를 아주 잘 따르고 있다. 즉, 현재 우주는 황극의 질서하에 있다. 이 황극 하의 현대 우주라는 개념에 입각해서 황극경세서라는 책을 중세 중국의 한 역학자가 저술하였으며, 황극경세서는 역학계에서 손꼽힐만한 저작이다.

## 무극
무극에 대한 설명으로는 정역팔괘도가 대표적이다. 정역팔괘도란 현대(즉, 서기 1800년대 이후)에 들어서 김일부 선생이 만들었으며, 논란의 여지가 있지만 아직까지는 무극에 대한 설명으로는 가장 신빙성있는 해석으로 받아들여지고 있다.
황극란에서 현대는 황극의 질서하에 있다고 언급하였다. 이제 무극의 시대가 도래할 것이라고 예측된다. 그것이 언젠지는 모르지만 역학적 관점에서는 필연적이며, 종종 후천개벽이라는 개념과 연관되곤 한다. 예를 들어, 증산도 등의 종교들이 이 무극의 개념에 기초하여 후천개벽의 불가피성을 설명하며, 후천개벽의 개념을 중점에 둔 교리를 만든다.